# Sulawesisperber
Der Sulawesisperber, auch Archboldsperber, (Tachyspiza nana, Syn.: Accipiter nanus) ist ein Greifvogel, der endemisch in den Bergen von Sulawesi (Nationalpark Lore Lindu) und Buton in Indonesien vorkommt.
Der Lebensraum umfasst tropischen oder subtropischen feuchten Tief- und hauptsächlich Bergwald meist zwischen 900 und 2250 m Höhe.
Der Artzusatz kommt von lateinisch nanus ‚Zwerg‘.

## Merkmale
Dieser Vogel ist 22 bis 28 cm groß, die Flügelspannweite beträgt 44 bis 54 cm. Dieser kleine Sperber sieht als adulter Vogel dem Rosenbrustsperber (Tachyspiza rhodogaster) und dem Fleckschwanzsperber (Tachyspiza trinotatus) ziemlich ähnlich und wurde oft mit Letzterem verwechselt:Die Oberseite ist bleigrau, die Unterseite weinrot. Diese Art unterscheidet sich dadurch, dass die Handschwingenprojektion etwa gleich ist wie die der Schwanzfeder, die Schwanzoberseite hat keine weißen Flecken, die Beine sind etwas grauer, die Zehen länger, Schnabel und Auge sind kleiner. Die Iris ist gelb-orange, der Augenring gelb, der Schnabel schwärzlich mit bläulicher Basis, die Wachshaut ist gelb bis gelb-grün, die Beine sind gelb bis orange. Jungvögel sind blasser, auf der Oberseite rötlich-braun.
Die Art ist monotypisch.

## Stimme
Der Ruf wird als dünnes, hohes „kiliu“ beschrieben, manchmal von einem scharfen und schnellem „ki-ki-ki-ki-ki“  gefolgt.

## Lebensweise
Die Nahrung besteht aus großen Insekten, auch kleinen Vögeln und Schlangen.
Über das Brutverhalten liegen keine sicheren Informationen vor.

## Gefährdungssituation
Die Art gilt als potentiell gefährdet (Near Threatened) durch Habitatverlust.